# Гардарикі
Гардари́кі (давньоскан. і ісл. Garðaríki, Garðaveldi, швед. Gårdarike — «країна міст (городі́в)») — назва в давньоскандинавській епічній літературі території Русі і означає «країна городі́в», За слов'янського розселення на Русі городі́в було так багато, що Русь звали «землею городі́в» — Гардарика. Десь в якихось города́х, як свідчать дані сучасної археології, окрім слов'янського також була велика частка скандинавського (норманського) населення.

## Топоніміка
Прийнято вважати що Гардарикі це "країна міст", проте є інша точка зору. Якщо відштовхуватися від слова "Gard" (що перекладається як огорожа, укріплення) то можна отримати назву "укріплена країна". Така назва ймовірно повязана з Зміїними валами.
Топонімічні дослідження Макса Фасмера про походження назв східно-європейських населених пунктів, свідчать, що багато десятків з них мають назви давньогерманського (скандинавського) походження.

## Археологічні джерела
Добре археологічно досліджені поховання місцевих мешканців норманів в наступних місцях:
- Стара Ладога
- Гньоздовські кургани
- городище Шестовиці